# 1955 Ford
Ford 1955 модельного року — лінійка моделей автомобілів американської компанії Ford, які замінили моделі 1952 року і виготовлялись на одній платформі протягом 1955–1956 рр., зазнавши незначних змін, доки не були замінені на автомобілі Ford 1957 модельного року.

## Історія

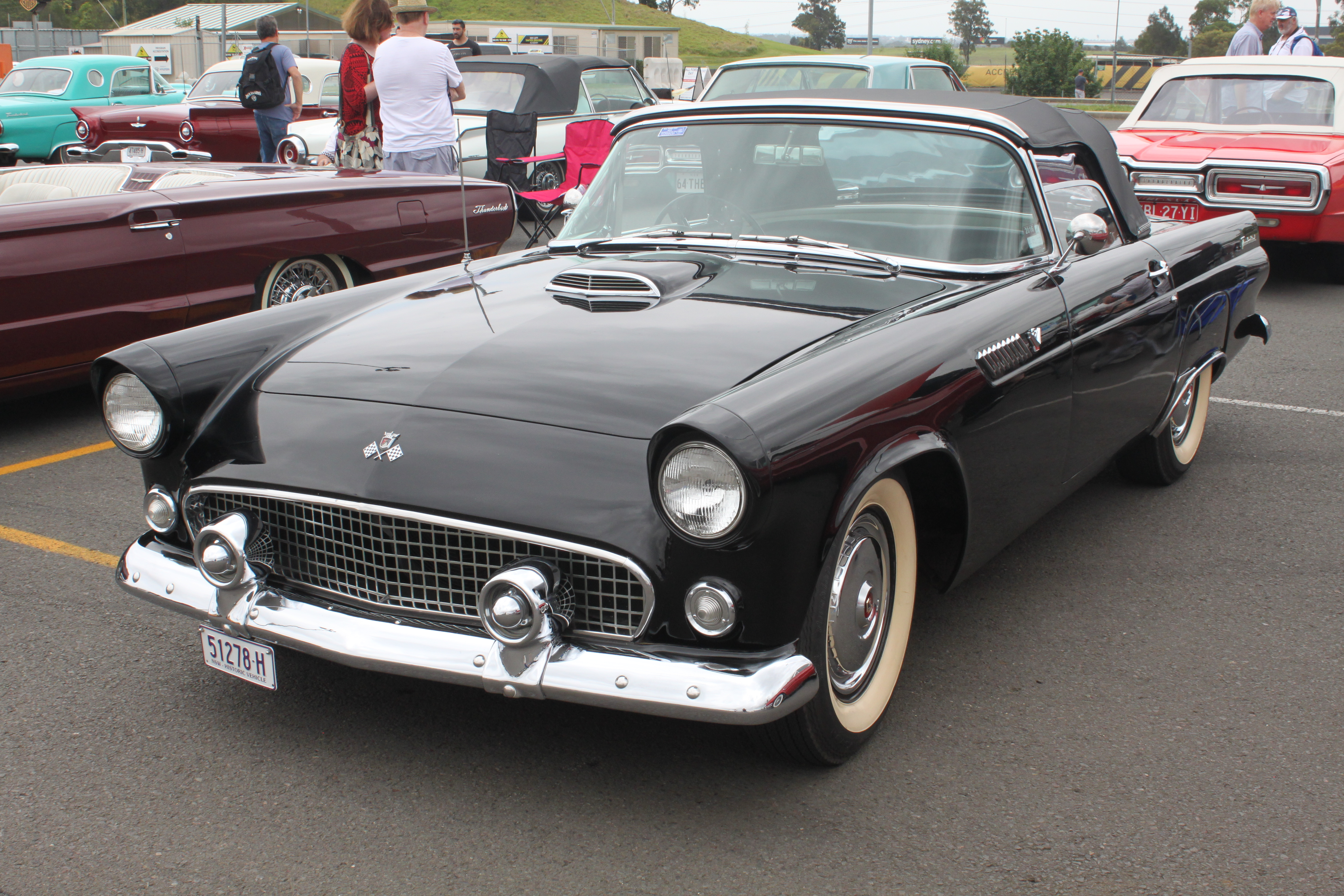
Ford Thunderbird 1955 року

«Форди» нового покоління, строго кажучи, представляли собою продукт глибокої модернізації попереднього покоління, перейнявши багато його рис і зберігши механічну основу. Вони мали змінене оформлення передньої частини, в якій місце горизонтального облицювання з масивним центральним брусом — стиль першої половини 50-х — зайняла крупнозерниста решітка (тип «Egg Crate»). Задня частина також мала змінені обводи — отримала два гострі плавники, які не виступали вище від поясної лінії. Модернізований «Форд» отримав модне в ті роки сильно зігнуте панорамне лобове скло, яке заходило своїми кінцями на двері, — в тому ж році таке ж з’явилось на конкурентному Chevrolet.
В цілому, на цьому автомобілі дуже чітко простежується загальна тенденція автодизайну тих років — перехід від пухлих, округлих форм до більш спрямлених ліній і площин. Хоча, стиль все ще дуже «круглий».

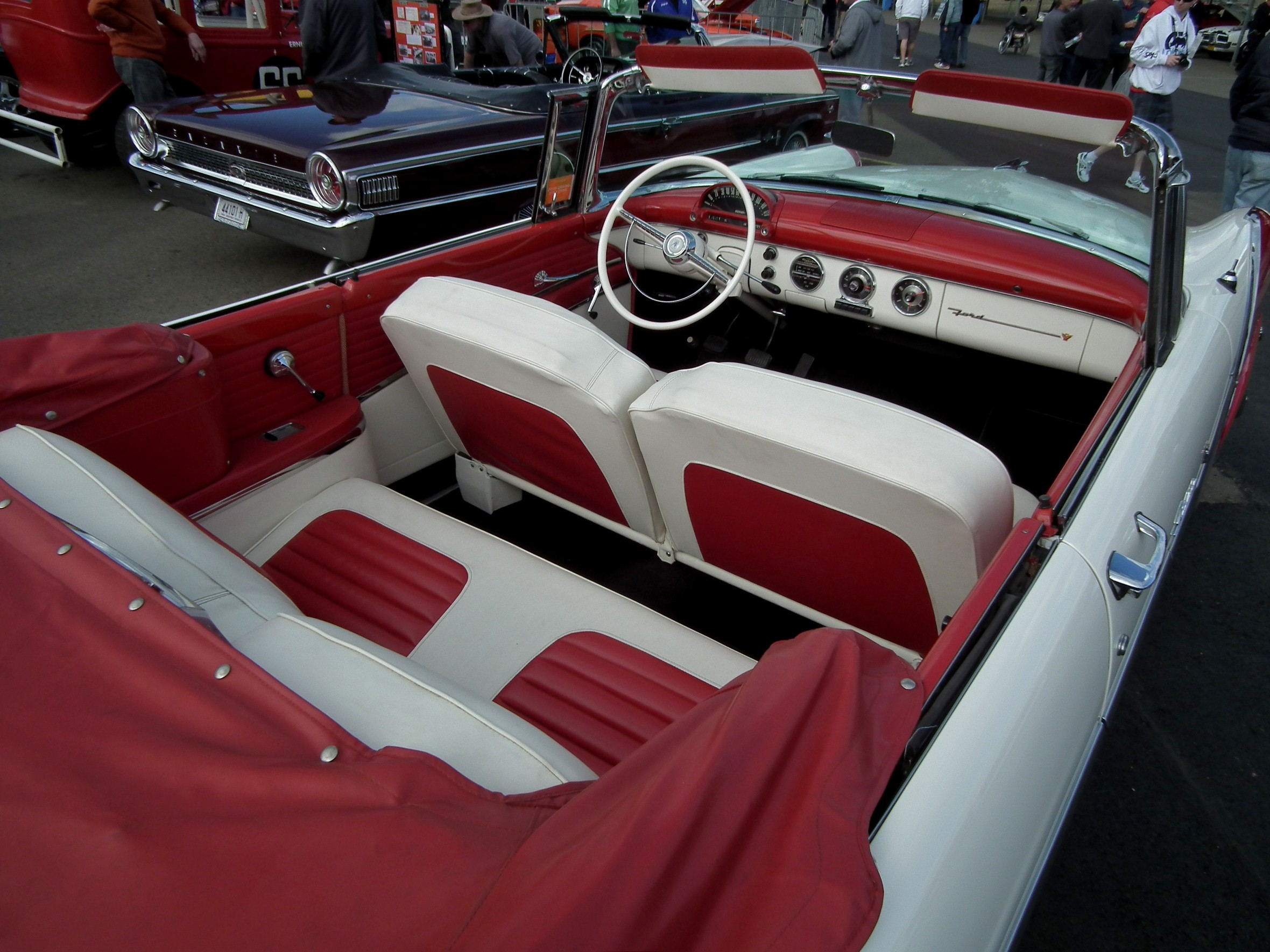
Салон моделі 1955 року

1955 модельний рік ознаменований ще й появою нової моделі серед легкових «Фордів» — Ford Thunderbird. T-Bird був маленьким за американськими мірками, але тяжким для свого розміру і дуже потужним двомісним автомобілем, створений для конкуренції з Chevrolet Corvette, який також щойно з’явився. На відміну від «Корвета», «Сандерберд» не був справжнім спортивним автомобілем, тому, що зберігав досить м'яку підвіску, розраховану скоріш на комфортабельну їзду, ніж на добру керованість. Крім того, в порівнянні з «Корветом» й іншими спорт карами, Thunderbird був набагато комфортабельнішим і краще оздоблений, — в рекламі тих років тип автомобіля позначався як «Personal Car», тобто «особистий автомобіль». Назва Thunderbird походила від древнього індійського тотему — громового птаха, різні варіанти зображення якого служили емблемою машини протягом всього випуску. В нього був знімний пластиковий верх, знявши який, можна було легко перетворити машину в кабріолет, а тканинний складний верх пропонувався спочатку лише як опція.
Саме стилістика T-Bird стала основою дизайну всієї лінії продукції Ford 1955 року. Крім того, на них став доступний той же двигун, що ставився на Thunderbird (і, в свою чергу, являв собою варіант двигуна, який ставився на автомобілі марки Mercury — другого підрозділу компанії «Форд», який випускав автомобілі середньої цінової категорії). В свою чергу, Thunderbird великою мірою базувався на агрегатах серійних «Фордів».

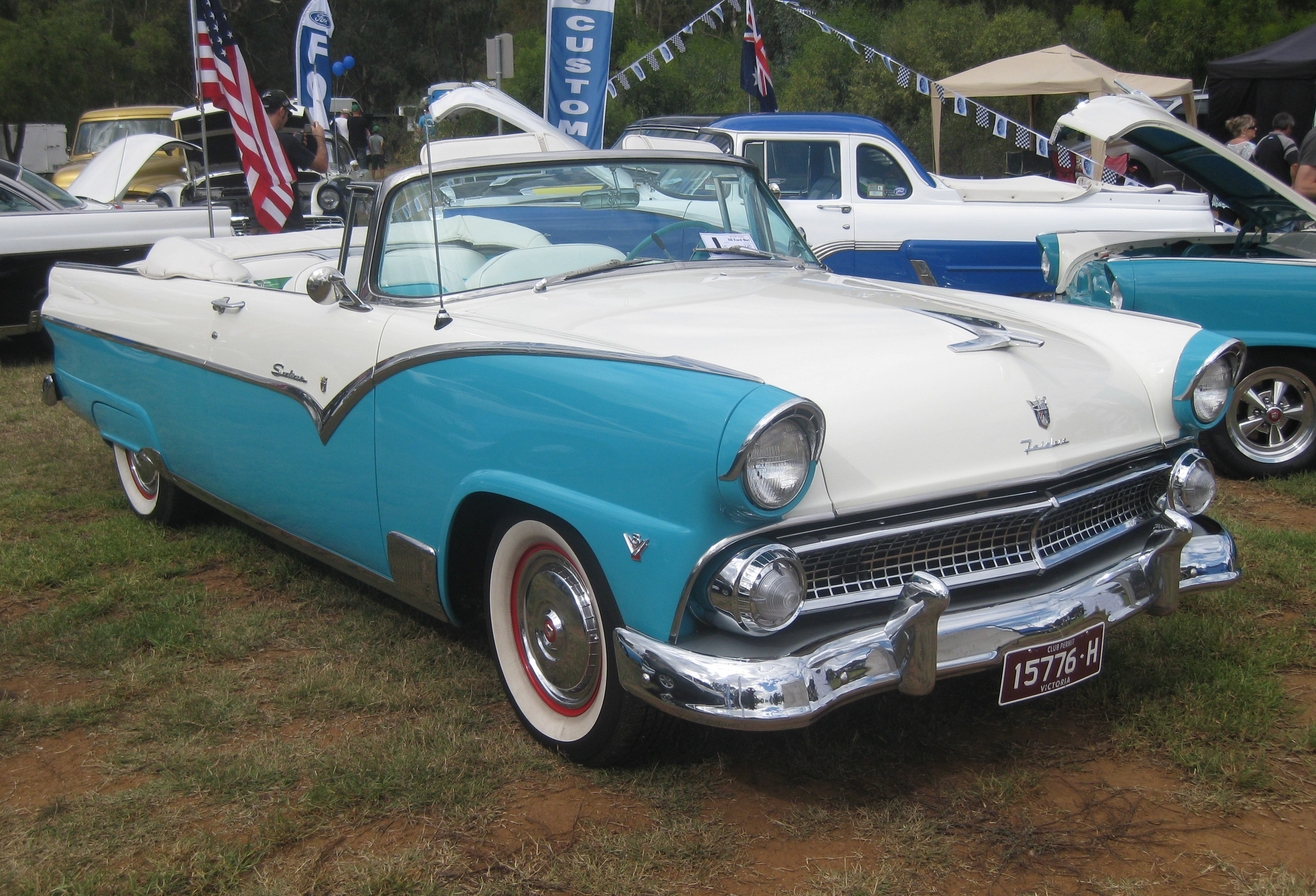
Кабріолет Ford Fairlane Sunliner 1955 року

В модельному ряді 1955 року топовий Crestline був замінений моделлю Fairlane, названою в честь маєтку Форда Fair Lane в штаті Мічиган. Модельний ряд складався з шести комплектацій: 2- чи 4-дверного седана Fairlane, купе Victoria і Crown Victoria (відповідно, хардтопа і купе зі стійками; останнє відрізнялось «короною» — молдингом з нержавіючої сталі, який опоясував дах), різновид Crown Victoria Skyliner з плексигласовою секцією в даху над переднім сидінням, кабріолета Sunliner.
Різні моделі мали різну висоту даху — Mainline, Customline і Fairline відрізнялись високим дахом з традиційною стійкою, Victoria, як і раніше, була 2-дверним хардтопом із заниженим дахом без центральної стійки, а Crown Victoria мав занижений дах з оригінальною центральною стійкою, покритою хромованою накладкою.
Таким чином, номенклатура моделей і комплектацій все більше й більше розширялась, так що відразу зрозуміти, який саме автомобіль перед нами не завжди уявляється можливим. Mainline мав найпростіше оформлення, з чорними гумовими ущільнювачами вікон і без всякого «зайвого» хрому; Customline виглядав багатше і мав хромовані ободки всіх вікон; Fairline ззовні відрізнявся за молдингом у вигляді «галочки» по всьому борту і хромованими накладками на ободки фар, також були описані вище особливості в залежності від комплектації. Універсали з 1955 року були виділені в окрему лінію.
Машина оснащувалась тими ж двигунами, що й у 1954 році, до яких добавилась «вісімка» збільшеного об'єму від Thunderbird (4,8 л, 193 к.с.). В 1955 році на «Форд» вперше можна було замовити систему кондиціювання повітря, яка до цього ставилась на більш дорогі автомобілі концерну. Загалом, покупці цю можливість не оцінили через дуже високу вартість (у порівнянні з вартістю самого автомобіля), тому в ті часи особливого розповсюдження вона не отримала.

## 1955

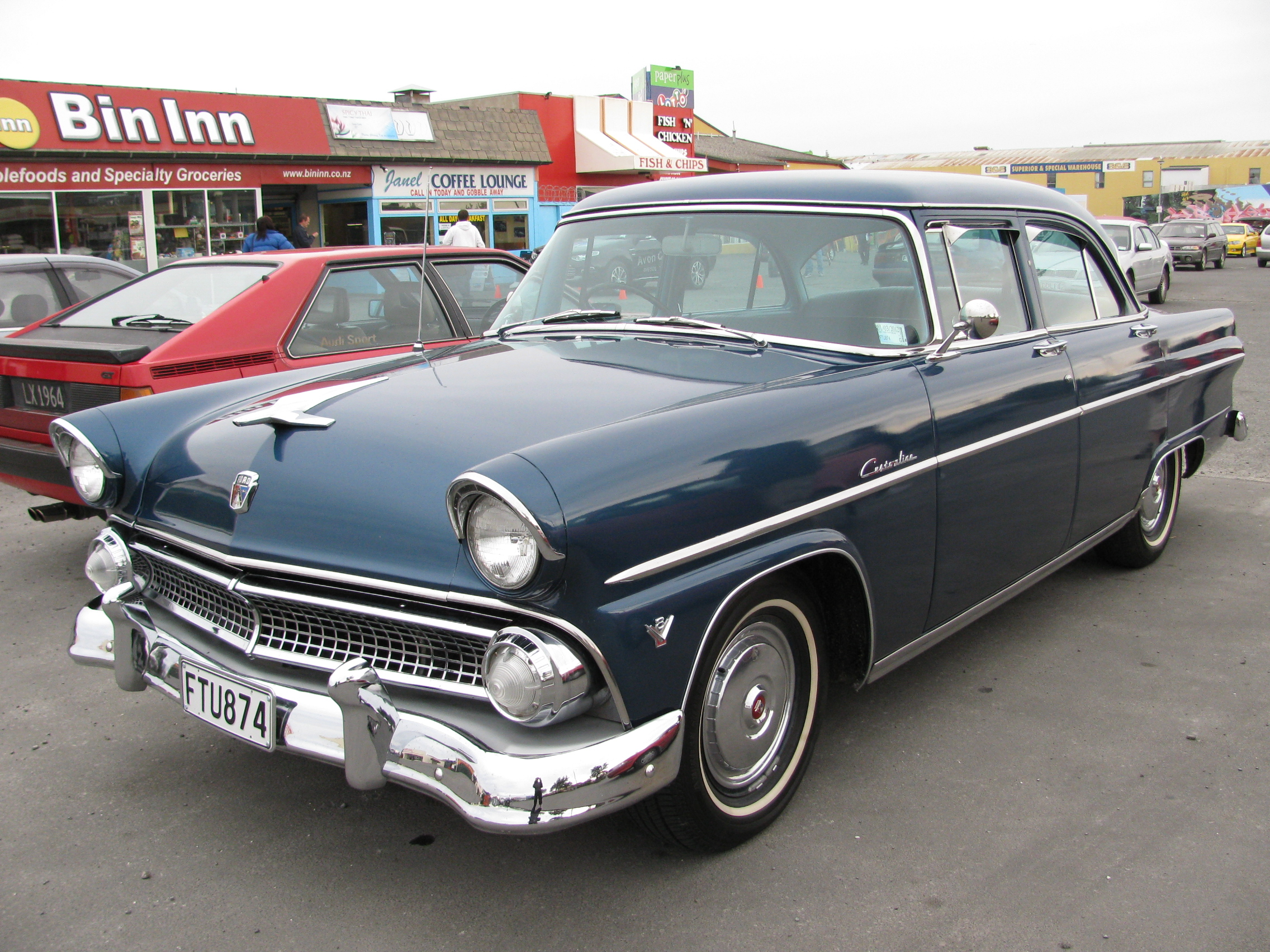
Седан Customline 1955 року

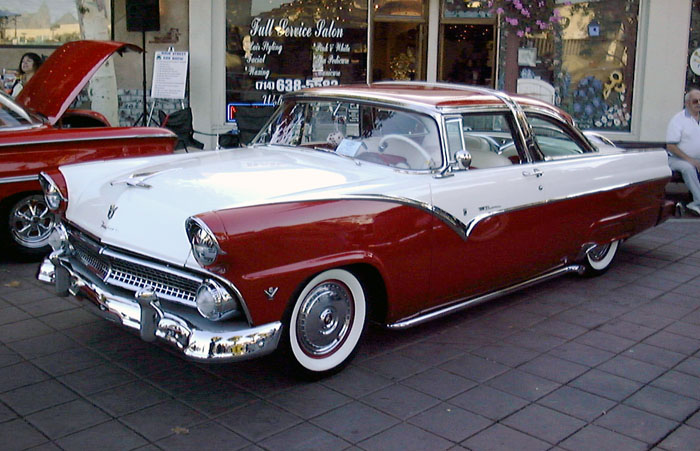
Купе Crown Victoria 1955 року

Лінійка американських автомобілів Ford отримала новий кузов у 1955 році, щоб йти в ногу зі зростаючим Chevrolet, щоправда, вона внизу залишилась подібною до лінійки Ford 1952 року. Рядну шістку Mileage Maker підвищили до 223 куб. дюймів (3.7 л) для 120 к. с. (89 кВт) і новий для 1954 року Y-подібний V8 тепер пропонувався у двох розмірах: стандартні використовували 272 куб. дюймову (4.5 л) версію зі 162 к. с. (121 кВт) з 2-камерним карбюратором і одним вихлопом чи 182 к. с. з 4-камерним карбюратором і подвійним вихлопом, але пропонувався також великий 292 куб. дюймовий (4.8 л) двигун від Thunderbird, видаючи 193 к. с. (144 кВт).
Окрім змін в двигунах, клієнти впевнено могли помітити новий Fairlane, який замінив Crestline на найвищому рівні оздоблення, тоді як новий хардтоп Crown Victoria мав хромовану «ручку кошика» навколо знайомого (і продовженого) даху «Victoria», яка спочатку з’явилась на концепт-карі Mercury XM-800. Використання цієї стильової особливості візуального розділення переднього пасажирського відділу від заднього знову з’явилось на Ford Thunderbird, Ford Fairmont Futura і купе Mercury Zephyr Z-7 1977–1979 рр.. Тепер компанія продавала три різні лінії даху на 2-дверні моделі; високі седани з двома стійками Mainline, Customline і Fairlane, хардтоп без стійок Fairlane Victoria і Fairlane Crown Victoria з хромованою стійкою. Fairlane Crown Victoria також пропонувався з прозорим «скляним» дахом. Використовувались нові 11-дюймові барабанні гальма (280 мм). Також Форди мали нову раму, але все ще з п’ятьма поперечками.

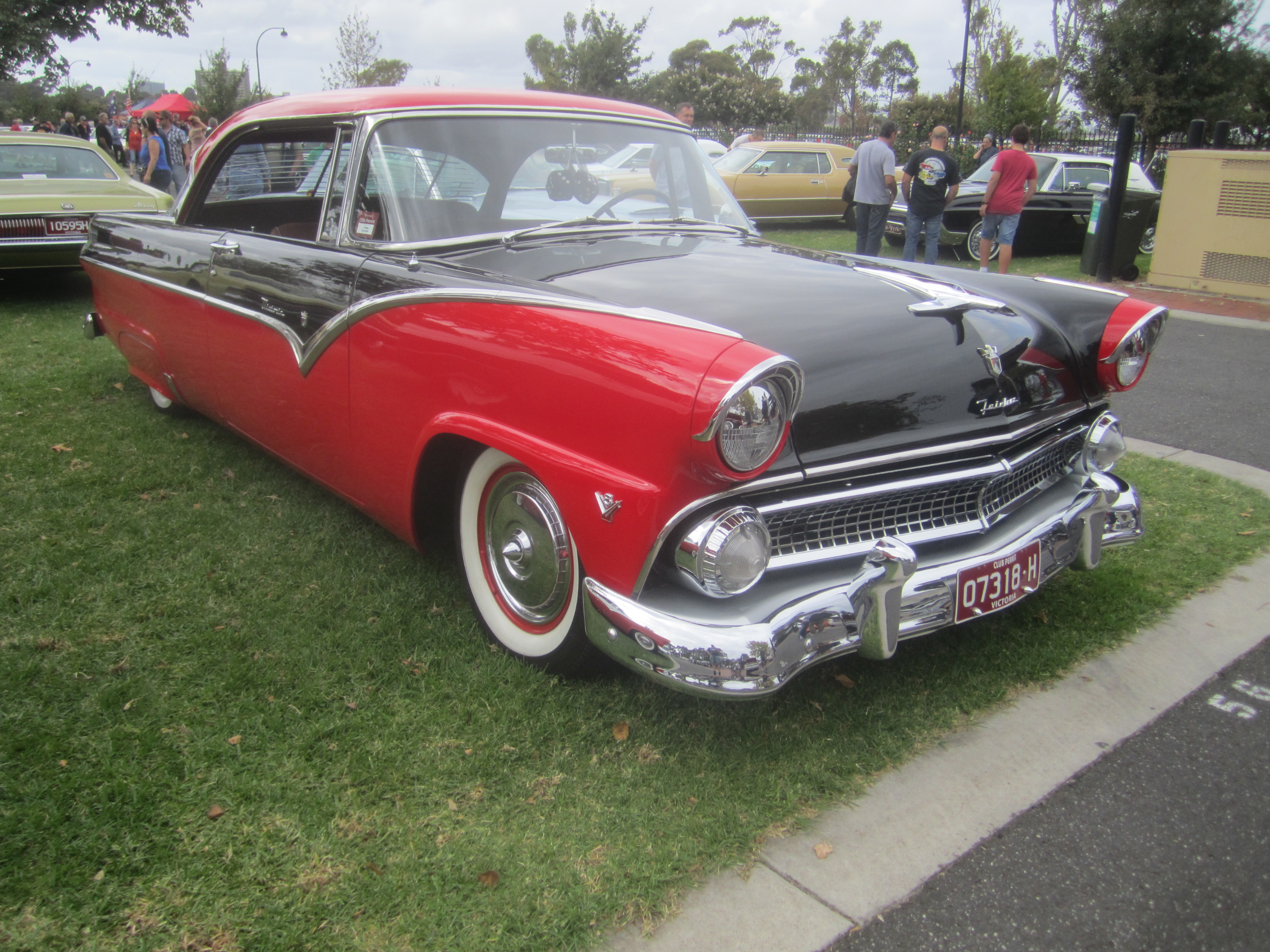
Хардтоп Victoria 1955 року

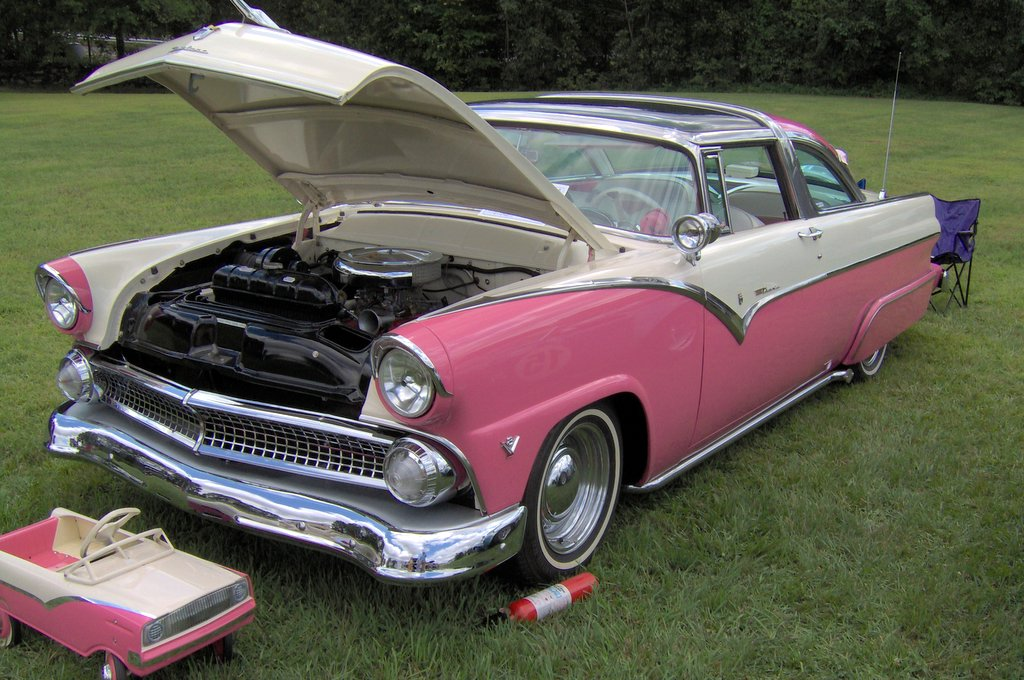
Хардтоп Victoria 1955 року

Представлені в 1955 році Ford також мали панорамне вітрове скло, знайдене на Oldsmobile, Buick і Cadillac попереднього року. Через це передні стійки стояли вертикально, що дало водію більш панорамну видимість.
Вперше Ford пропонував ремені безпеки як дилер-опцію (не встановлювалась на заводі, із запровадженими інструкціями від Service Bulletin). Також новим в 1955 році був вперше вмонтований на заводі Ford кондиціонер. Ця опція «Select Aire» включала інтегроване ядро обігрівача і випарник всередині панелі приладів та спускні вентиляційні отвори холодного повітря, розміщені на її верху по обидва боки радіодинаміка. Дизайн «Select Aire» був перенесений на моделі 1956 року з дещо іншими вентиляційними отворами холодного повітря на тому самому місці, як в моделях 1955 року. Конденсатор був вмонтований перед радіатором як на пізніших машинах.
Вперше в 1955 році універсали пропонувались окремою серією:p 395. Ranch Wagon і Custom Ranch Wagon були 2-дверними універсалами, тоді як моделі Country Sedan і Country Squire були 4-дверними; останні мали дерев’яні накладні бокові панелі:pp 394–395.

## 1956

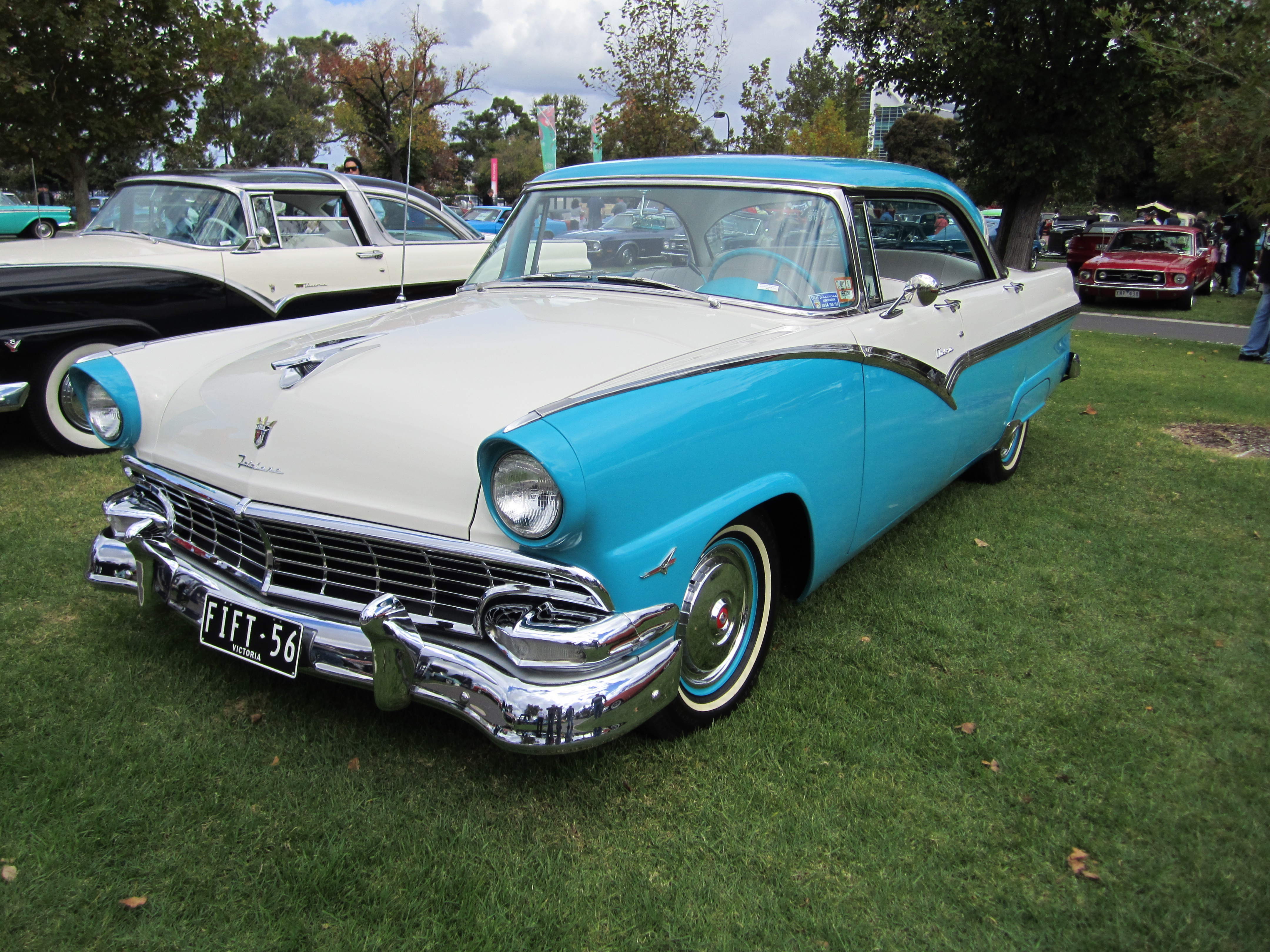
4-дв. хардтоп Town Victoria 1956 року

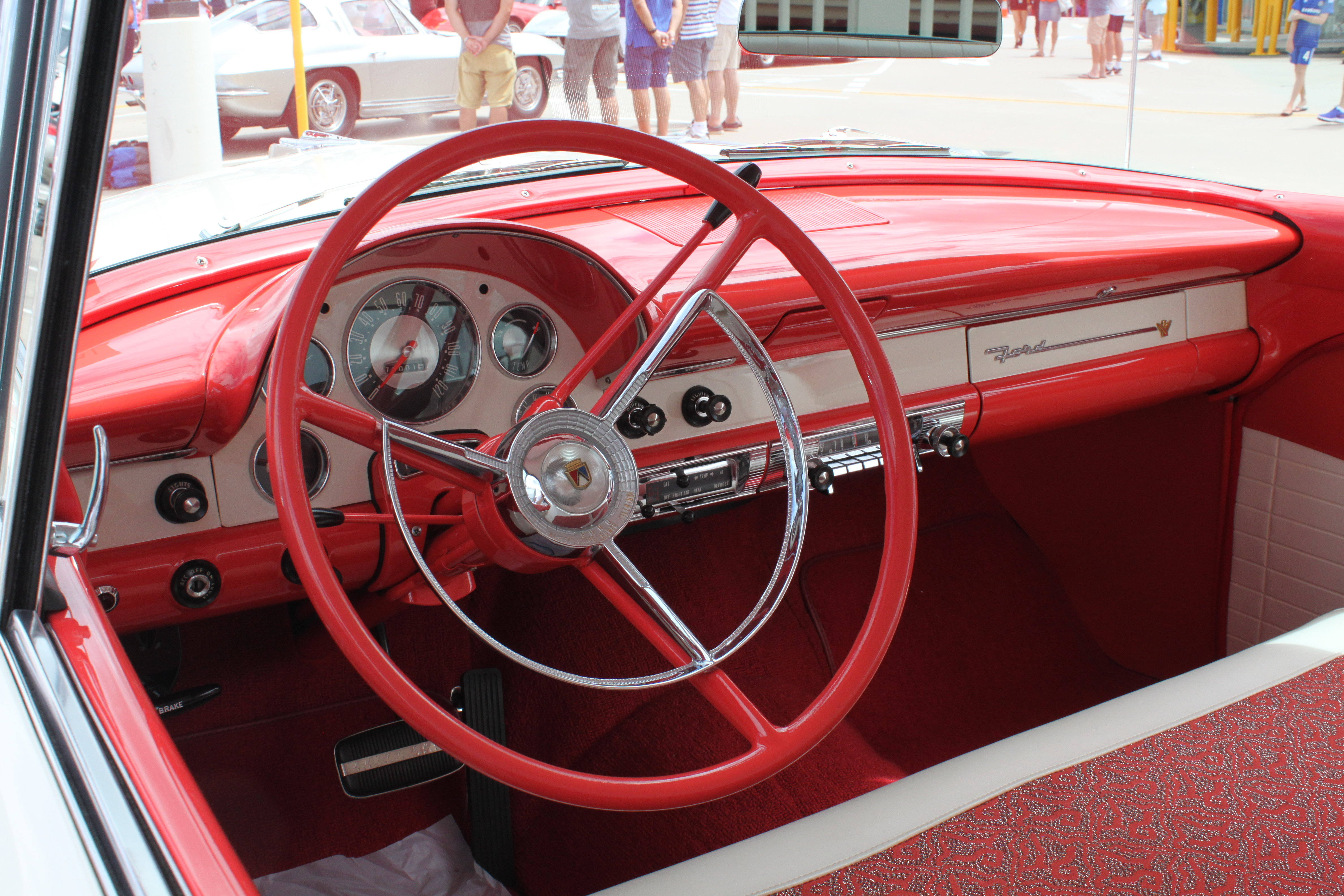
Салон моделі 1956 року

Дрібнозерниста решітка радіатора автомобілів 1955 року була розширена в серію прямокутників для 1956 року, але ця тонка зміна в екстер’єрі була нічим, в порівнянні з застосуванням Фордом 12-вольтової електричної системи по всій лінійці. Продажі Crown Victoria Skyliner різко впали з виготовленими лише 603 машинами, яку замінили на кабріолет наступного року. Новим додатком всередині року була модель 4-дверного хардтопа Town Victoria, яка, разом з новим 2-дверним хардтопом Customline Victoria, була призначена для конкурування з Chevrolet Bel Air і Plymouth Belvedere. Для конкурування з Chevrolet Nomad був доданий Parklane, 2-дверний універсал з оздобленням Fairlane. Були нові опції зручностей, такі як новий кондиціонер, новий обігрівач, і радіоприймач з 9-діапазонним пошуком сигналу. Замість шкал виміру, панель приладів була стандартна з попереджувальними сигналами тиску мастили і амперметром.
Хардтоп-купе Victoria тепер мали нижчу, гладшу лінію даху, яку використовував Crown Victoria в 1955 і 1956 рр., без широкого хромованого оздоблення даху.
Був представлений пакет безпеки Lifeguard, який включав ремені безпеки, м’яку панель приладів, кермо з глибокою втулкою, і відривне дзеркало заднього виду. Опція продавалась погано. Опційний кондиціонер, який залишився дорогим і, отже, погано продавався, був повністю перероблений; компресор тепер розміщався під капотом і вентиляційні отвори охолодження були зміщені вгору на панель приладів (його неможливо було замовити на Thunderbird).